# Arthur Shawcross
Arthur Shawcross, även kallad The Genesee River Killer, född 6 juni 1945, död 10 november 2008, var en amerikansk seriemördare, aktiv mellan 1972 och 1989. 

## Biografi
Enligt egen uppgift blev Shawcross i barndomen sexuellt misshandlad av sin mor. I skolan var han mobbare och tog emellanåt till våld. Sin militärtjänst utförde han i bland annat Vietnam. Efter att ha slutfört värnplikten slog han sig ned i Clayton, New York med sin hustru. Där gjorde han sig snart skyldig till mordbrand och inbrott och dömdes till fem års fängelse, men frigavs i oktober 1971 efter knappt två år.
Den 7 maj 1972 lurade Shawcross med sig den 10-årige Jack Owen Blake in i ett skogsparti i Watertown i New York, där han våldtog och ströp pojken. Senare samma år, den 2 september, våldtog och mördade Shawcross 8-åriga Karen Ann Hill. Shawcross greps påföljande månad och erkände att han hade dödat bägge barnen. Genom en uppgörelse med åklagaren, vilken gick ut på att visa myndigheterna var han hade dumpat Jack Blakes kropp, dömdes han endast för dråp på Karen Hill. Det övriga åtalet lades ned och han dömdes till 25 års fängelse. Shawcross frigavs dock villkorligt i april 1987 efter att fängelsepersonal och socialarbetare ansett att han inte längre var "farlig". Man desavouerade emellertid de psykiatriker som hade bedömt Shawcross som en schizoid psykopat.
I oktober 1987 flyttade Shawcross till Rochester, New York och återupptog sin mordiska framfart i mars året därpå. Fram till dess att han greps i januari 1990 mördade han elva kvinnor, av vilka alla utom en var prostituerade. Shawcross lemlästade även flera av dessa offer.

## Offer[4]
| Nr  | Namn                       | Ålder | Försvunnen        | Kroppen återfunnen |
| --- | -------------------------- | ----- | ----------------- | ------------------ |
| 1.  | Jack Owen Blake            | 10    | 7 maj 1972        | september 1972     |
| 2.  | Karen Ann Hill             | 8     | 2 september 1972  | september 1972     |
| 3.  | Dorothy "Dotsie" Blackburn | 27    | 18 mars 1988      | 24 mars 1988       |
| 4.  | Anna Marie Steffen         | 28    | 9 juli 1988       | 11 september 1988  |
| 5.  | Dorothy Keeler             | 59    | 29 juli 1989      | 21 oktober 1989    |
| 6.  | Patricia "Patty" Ives      | 25    | 29 september 1989 | 27 oktober 1989    |
| 7.  | June Stott                 | 30    | 23 oktober 1989   | 23 november 1989   |
| 8.  | Marie Welch                | 22    | 5 november 1989   | 5 januari 1990     |
| 9.  | Frances "Franny" Brown     | 22    | 11 november 1989  | 15 november 1989   |
| 10. | Kimberly Logan             | 30    | 15 november 1989  | 15 november 1989   |
| 11. | Elizabeth "Liz" Gibson     | 29    | 25 november 1989  | 27 november 1989   |
| 12. | Darlene Trippi             | 32    | 15 december 1989  | 5 januari 1990     |
| 13. | June Cicero                | 34    | 17 december 1989  | 3 januari 1990     |

### Rättegång
Arthur Shawcross ställdes inför rätta i Monroe County i november 1990. Han ansåg sig icke skyldig på grund av psykisk störning. Psykiatrikern Dorothy Lewis vittnade om att Shawcross led av hjärnskada, dissociativ identitetsstörning och posttraumatiskt stressyndrom. Juryn ansåg dock inte att han var psykiskt störd och han dömdes till 250 års fängelse för tio av morden. Det elfte, mordet på Elizabeth Gibson, hade begåtts i Wayne County; i detta fall erkände sig Shawcross skyldig och dömdes till livstids fängelse.
Shawcross avled av hjärtstillestånd den 10 november 2008.